# 오대웅
오대웅(1977년 9월 15일 ~ )은 대한민국의 방송인이다. 부산광역시에서 태어났다. 2005년 KBS부산방송총국 싱어송 노래로 여는 세상으로 데뷔를 하였다.

## 학력
- 1996년 부산예술대학 이벤트예술과
- 2001년 동명대학교 신문방송학과

## 경력
- TBN 한국교통방송
- 부산예술대학 이벤트예술과 외래교수
- TBN 부산교통방송 TBN 차차차 진행
- 한국이벤트협회 부산·울산·경남지회 이사

## 방송
- KBS부산방송총국 싱어송 노래로 여는 세상[1]
- TBN 부산교통방송 TBN 차차차
- TBN 부산교통방송 출발! 부산대행진
- TBN 부산교통방송 스튜디오 949
- 아이넷TV 성인가요콘서트, 스타쇼쇼쇼, 가요사랑콘서트, 아이넷 스타쇼 외 다수
- TBN 부산교통방송 달리는 라디오
- TBN 부산교통방송 빵빵한 2시